# Träbrunt ängsfly
Träbrunt ängsfly (Apamea sublustris) är en fjärilsart som beskrevs av Eugen Johann Christoph Esper 1788. Träbrunt ängsfly ingår i släktet Apamea och familjen nattflyn. Arten är reproducerande i Sverige. Inga underarter finns listade i Catalogue of Life.

## Bildgalleri

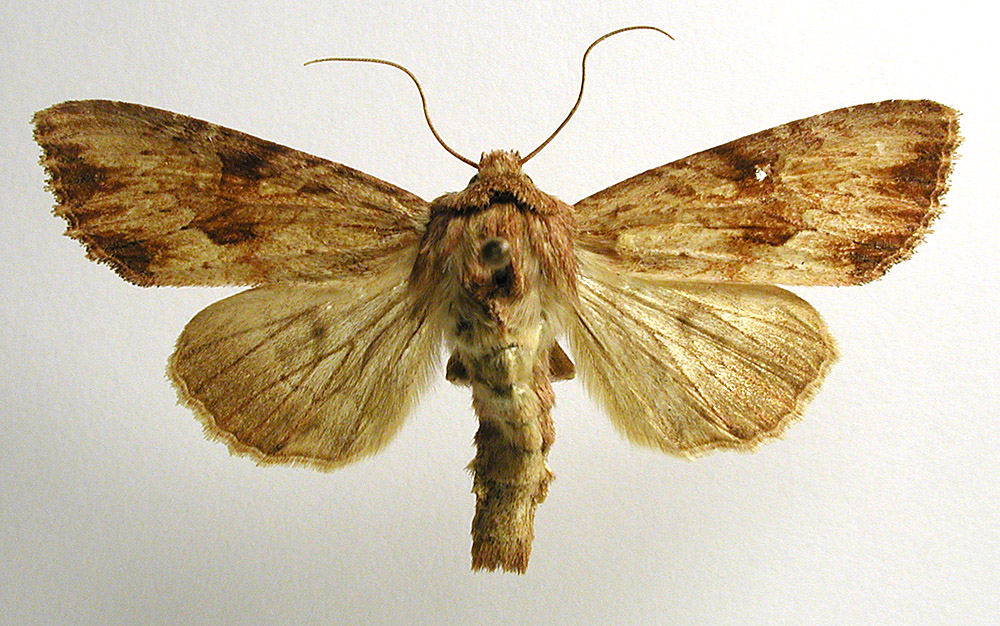
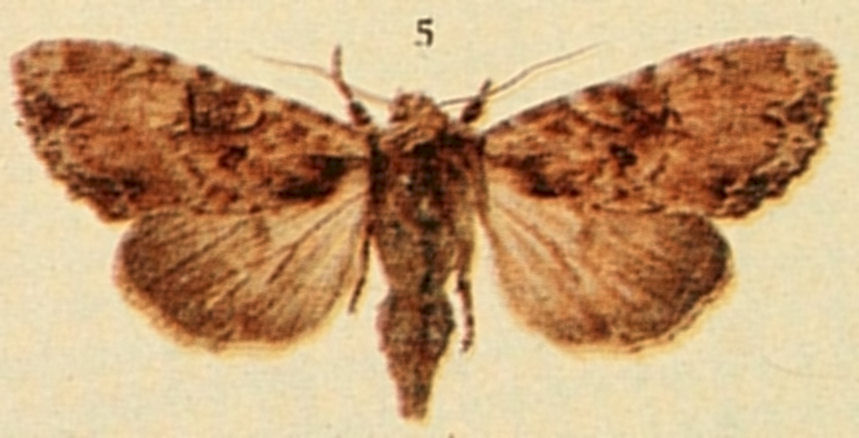
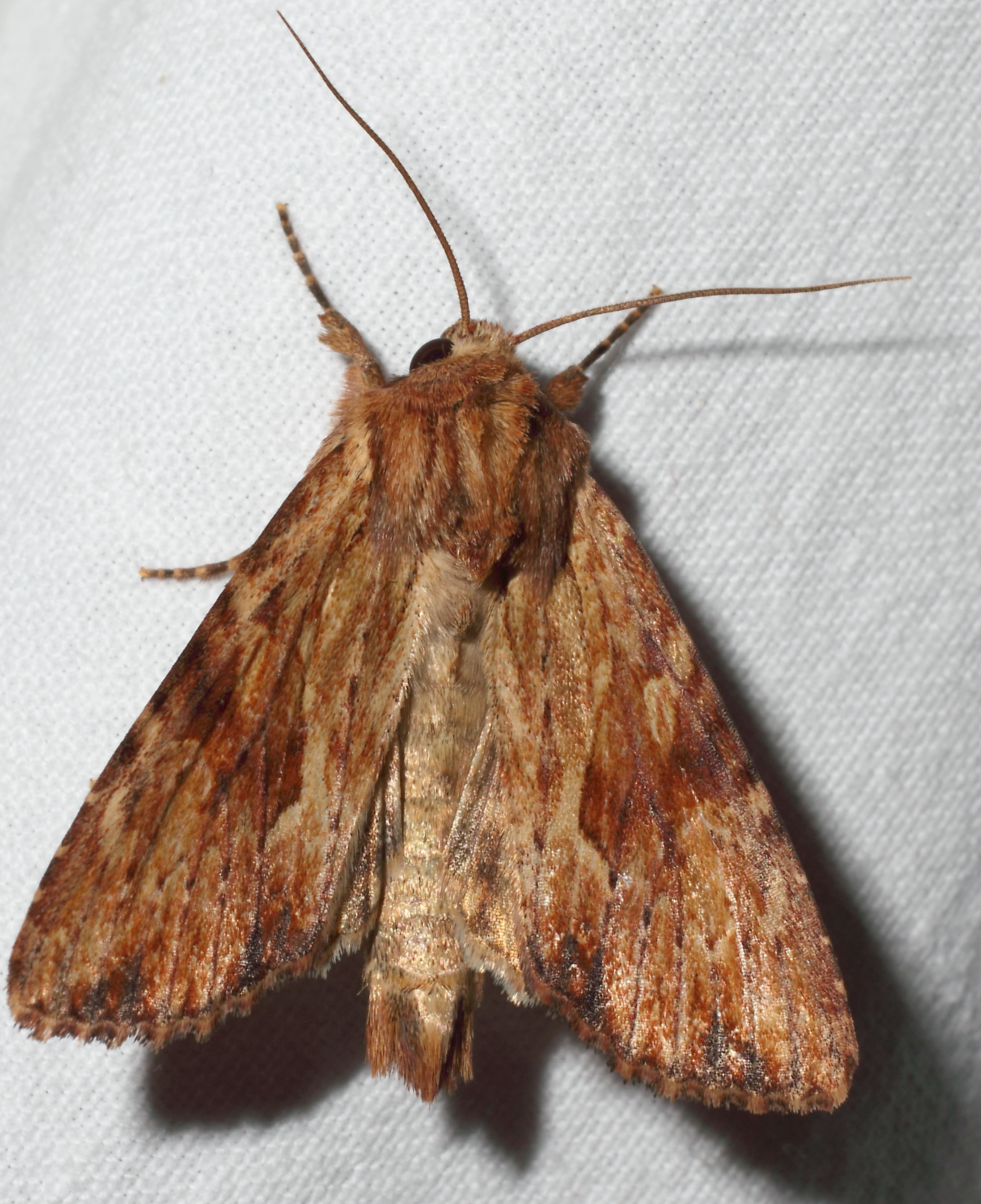
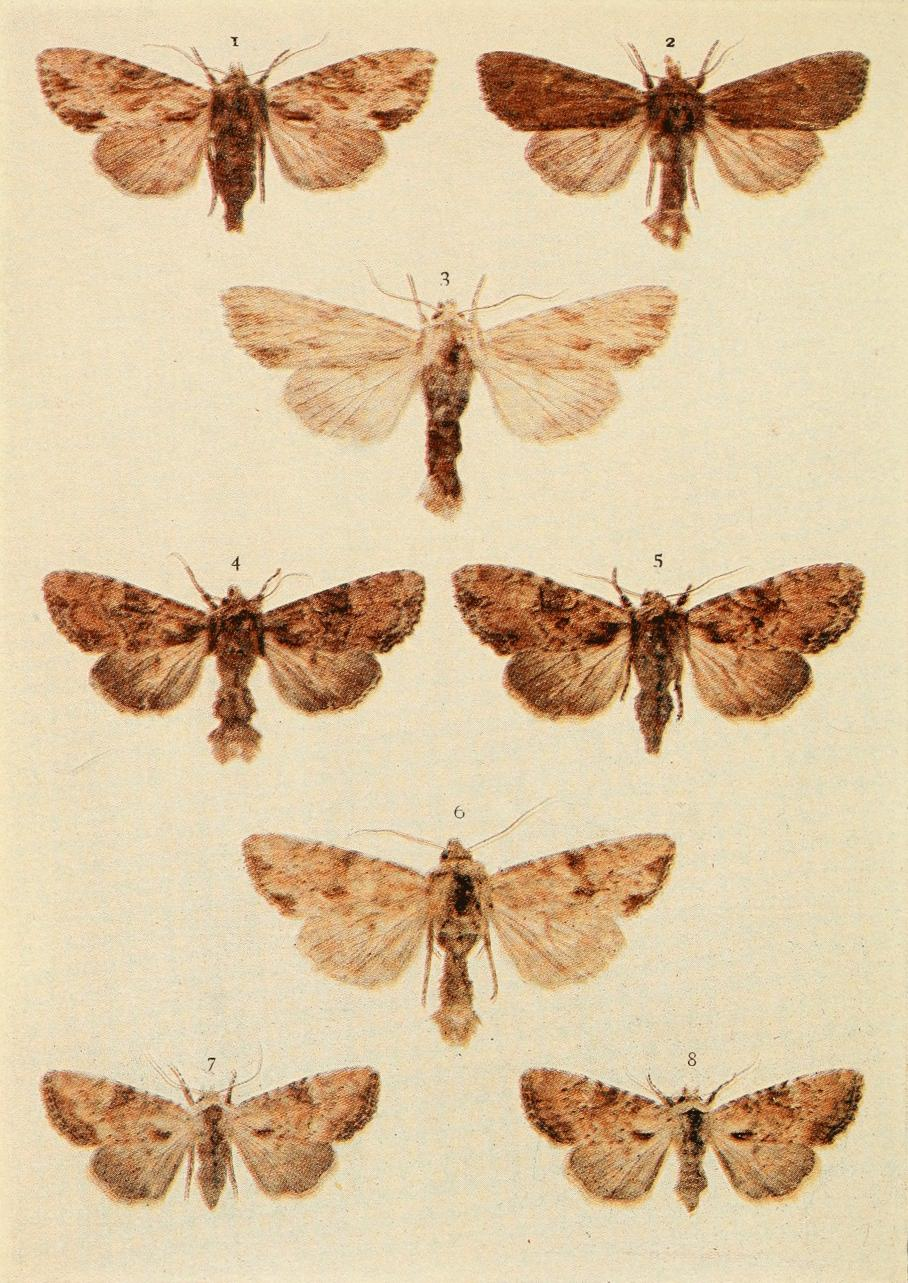